# Balffy Tamás
Balffy Tamás (a SS. Petro et Paulo) (Szernyác, Árva vármegye, 1690 – Varsó, 1729) piarista áldozópap.

## Élete
1710-ben lépett a piaristák rendjébe Podolinban, hol iskoláit elvégezvén, bölcseletet és teológiát tanított. Utóbb Varsóba helyezték át, ahol haláláig a hittant tanította.

## Művei
- Oratio de laudibus divi Thomae de Aquino. Varsaviae, 1719
- Panegyris principi Constantino Szaniawski episcopo Cracoviensi duci Leveriae in eius ad cathedram ingressu nomine collegii Lukoviensis. Uo. 1721
- Panegyris principi Martino Nicolao Radziwill d. Lith. etc. et Alexandrae Betchachka castellani Biciensis filia in solennis nuptiarum. Uo. 1728